# Trochalus camerunensis
Trochalus camerunensis är en skalbaggsart som beskrevs av Brenske 1903. Trochalus camerunensis ingår i släktet Trochalus och familjen Melolonthidae. Inga underarter finns listade i Catalogue of Life.